# Campeonato de Apertura 1945
Campeonato de Apertura 1945 var den elfte upplagan av den chilenska fotbollsturneringen Campeonato de Apertura. Turneringen bestod av fem lag, alla från huvudstaden Santiago. Turneringen samordnades av Santiagos Fotbollsförbund och vanns av Colo-Colo.

## Tabell
| Plac. | Lag                  | S | V | O | F | GM | IM | MSK | Poäng |
| ----- | -------------------- | - | - | - | - | -- | -- | --- | ----- |
| 1     | Colo-Colo            | 5 | 4 | 1 | 0 | 15 | 8  | +7  | 8     |
| 2     | Unión Española       | 5 | 3 | 0 | 2 | 13 | 7  | +6  | 6     |
| 3     | Santiago Morning     | 5 | 3 | 0 | 2 | 19 | 15 | +4  | 6     |
| 4     | Audax Italiano       | 5 | 3 | 0 | 2 | 15 | 16 | -1  | 6     |
| 5     | Universidad de Chile | 5 | 1 | 1 | 3 | 7  | 16 | -9  | 3     |
| 6     | Magallanes           | 5 | 0 | 0 | 5 | 7  | 14 | -7  | 0     |